# Chirostylidae
Chirostylidae é uma família de crustáceos decápodes da infraordem Anomura.

## Géneros
A família Chirostylidae inclui os seguintes géneros:
- Chirostylus Ortmann, 1892
- Gastroptychus  Caullery, 1896
- Hapaloptyx  Stebbing, 1920
- Ptychogaster  A. Milne Edwards, 1880
- Uroptychodes  Baba, 2004
- Uroptychus  Henderson, 1888